# BYD Song Max
O BYD Song Max é um veículo multiuso (MPV) de porte médio (segmento C) desenvolvido pela BYD Auto.

## Visão geral
A BYD lançou imagens prévias do BYD Song Max em abril de 2017. Em setembro de 2017, o BYD Song Max foi lançado na China.

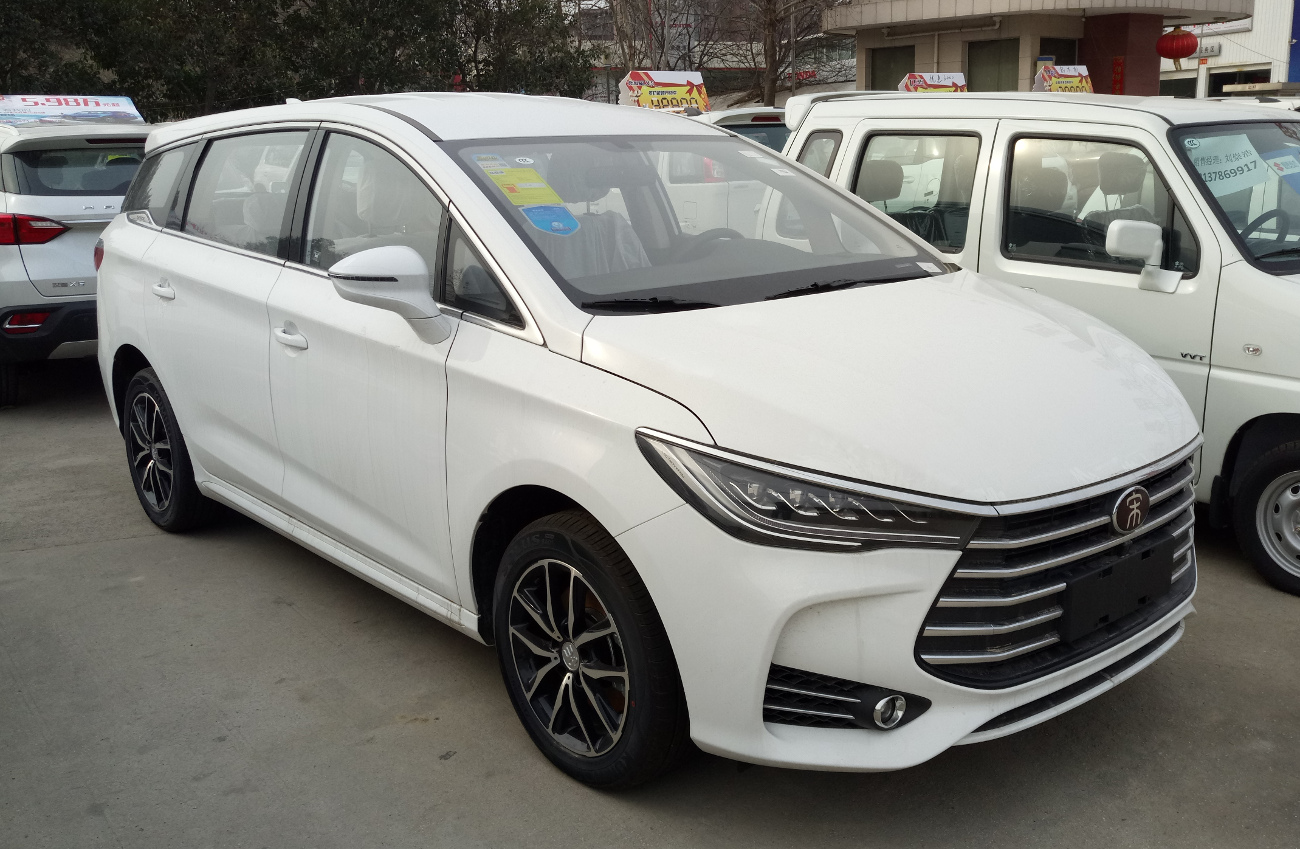
Visão frontal do BYD Song Max
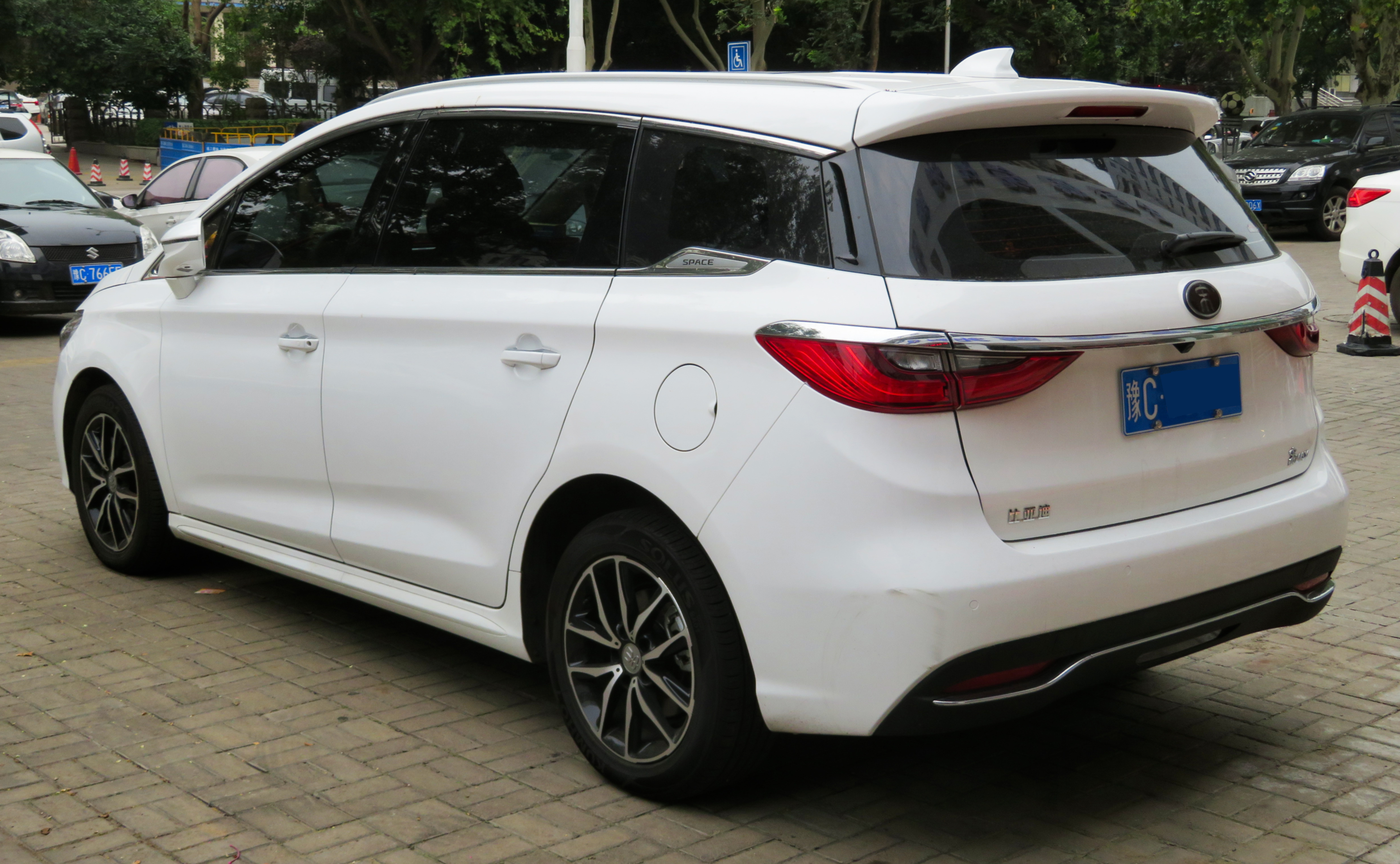
Visão traseira do BYD Song Max

## Motores
Apenas um motor foi oferecido no lançamento. Um motor turbo a gasolina de 1.5 litro capaz de produzir 156 hp (116 kW) e 240 N⋅m de torque com uma caixa de câmbio manual de 6 marchas ou uma caixa de câmbio DCT de 6 marchas.

## BYD Song Max DM (dual-mode) e Song EV
Assim como o carro compacto F3DM, o protótipo F6DM e o Song Pro, a BYD lançou o Song Max DM PHEV e o Song Max EV em abril de 2019 durante o Shanghai Auto Show.

O Song Max DM e o Song Max EV são quase idênticos ao Song Max regular, exceto pelas grades frontais e emblemas. O BYD Song Max EV está equipado com 163 hp (122 kW; 165 PS) com velocidade máxima de 150 km/h. O BYD Song Max DM está equipado com um motor de 1.5 litro produzindo 118 kW (160 PS; 158 hp) a 5200 rpm e 245 N⋅m de torque entre 1600-4000 rpm e um motor elétrico produzindo 110 kW (150 PS; 150 hp) e 250 N⋅m.

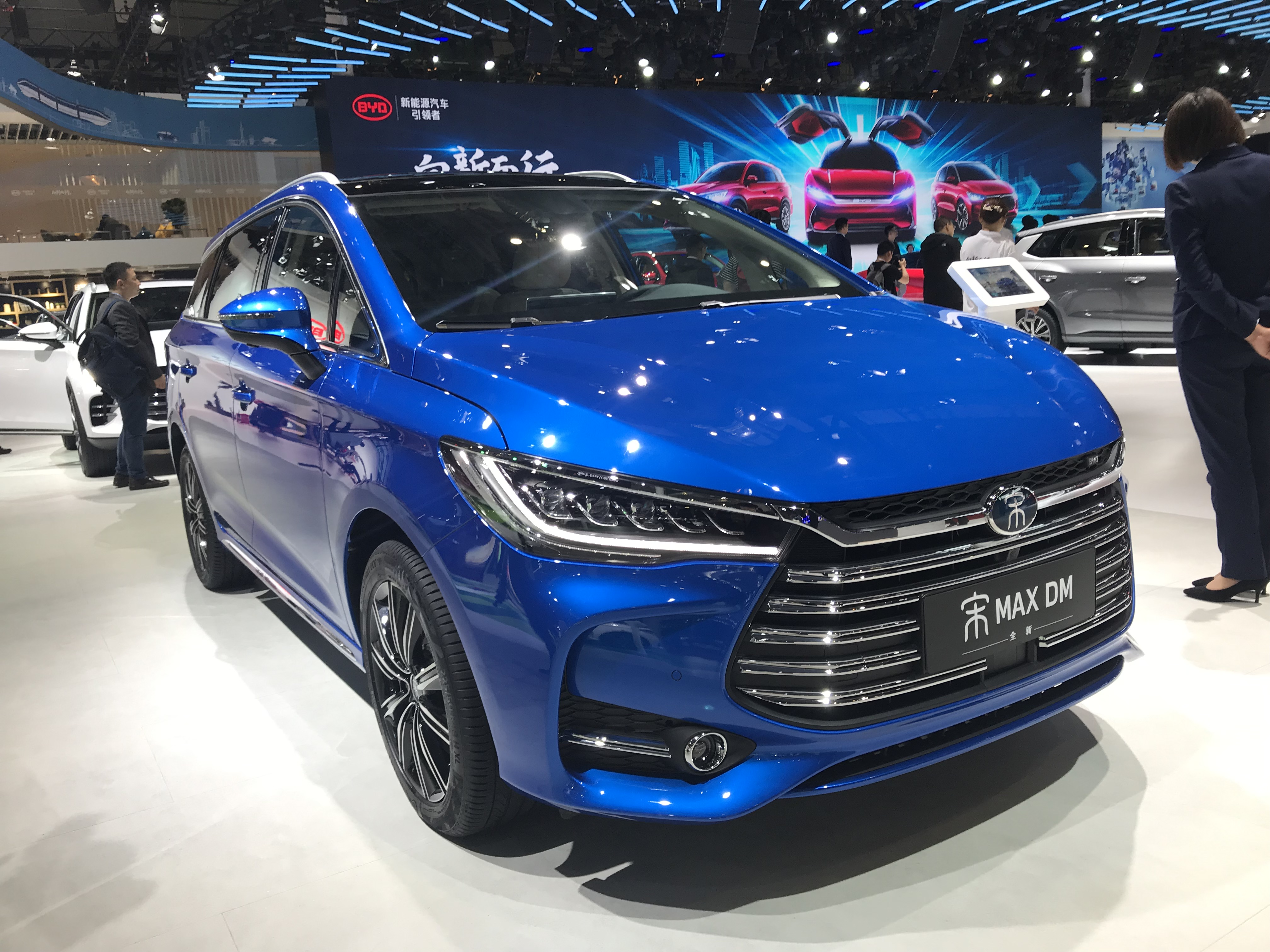
Visão frontal do BYD Song Max DM

## Facelift (2021)
O Song Max recebeu um facelift em agosto de 2020 para o ano modelo de 2021. O facelift inclui uma pequena reformulação no para-choque dianteiro e uma traseira redesenhada. A atualização interior apresenta uma tela de 12,8 polegadas no console central e configurações 2+2+2 de 6 lugares e configurações 2+3+2 de 7 lugares. O modelo atualizado é movido por um motor turbo de 1.5 litros em linha produzindo uma potência máxima de 160 hp (120 kW; 160 PS) e 245 N·m (181 lb·ft) com uma caixa de câmbio DCT de 6 velocidades.

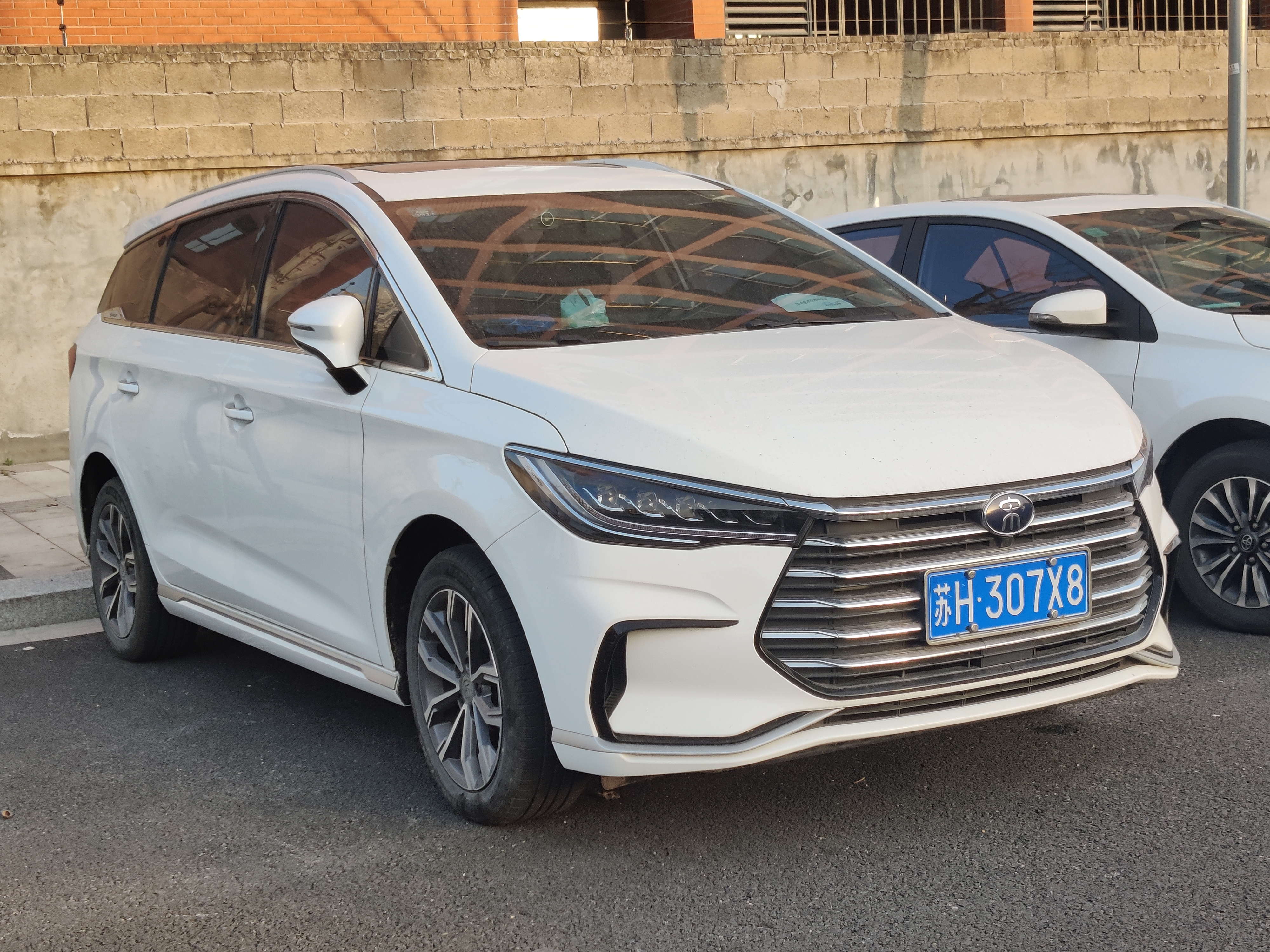
Visão frontal do BYD Song Max (2021), pós-facelift
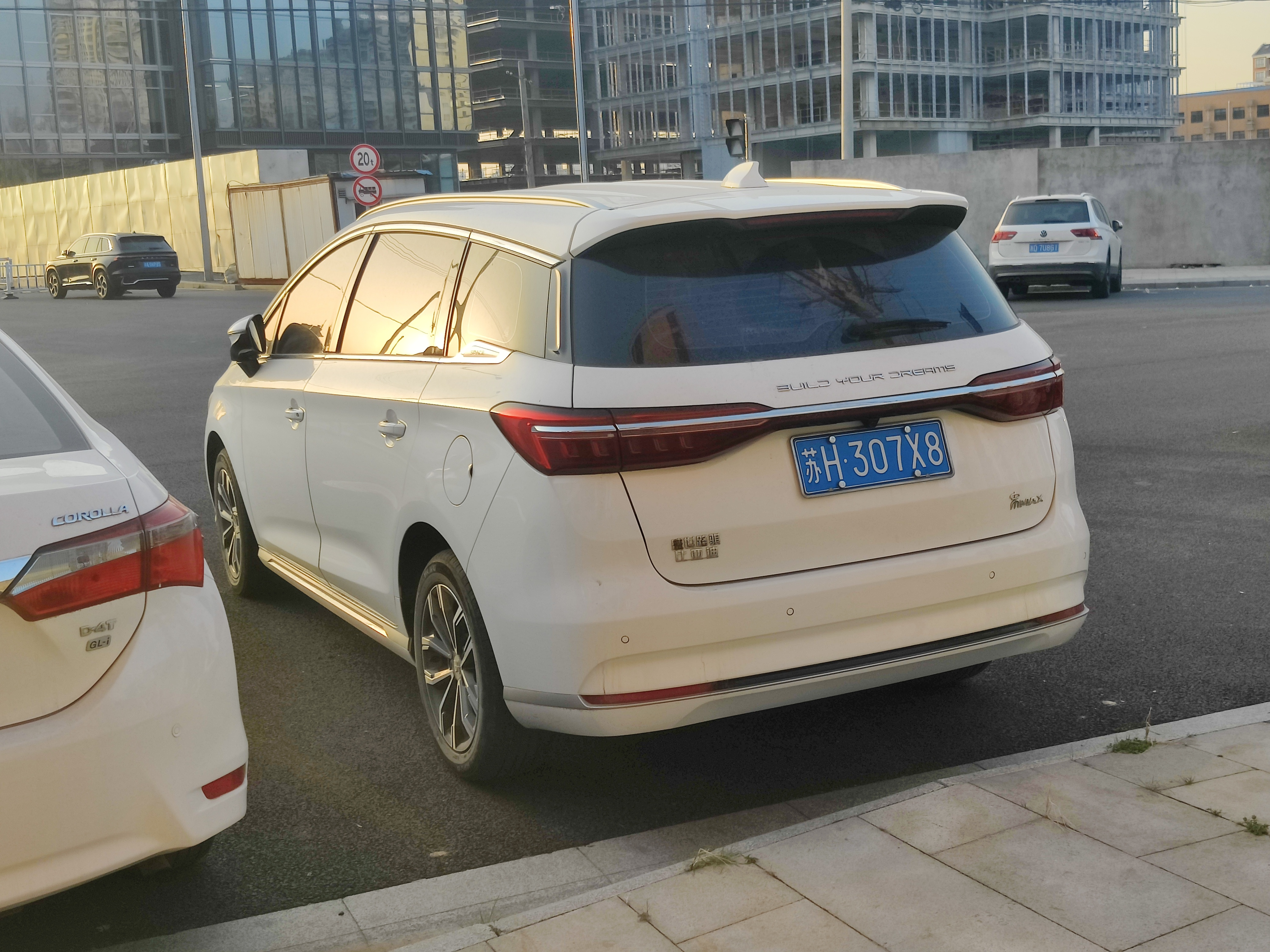
Visão traseira do BYD Song Max (2021), pós-facelift

## BYD Song Max DM-i
O BYD Song Max DM-i é a versão atualizada do Song Max DM anterior para o ano modelo 2022. O Song Max DM-i está equipado com o sistema híbrido plug-in DM-i, que consiste em um motor de 1.5 litro (produzindo uma potência máxima de 81kW) mais um motor elétrico. O Song MAX DM-i 2022 oferece modelos de 6 e 7 lugares para escolher, entre os quais os modelos de teto estendido são todos de 6 lugares. Com o teto estendido, o 2022 Song MAX DM-i chega a 1,880 mm, adicionando altura extra ao espaço interno. A potência combinada do BYD Song Max DM-i atinge 145kW e o consumo de combustível abrangente é de 0,9L/100km.

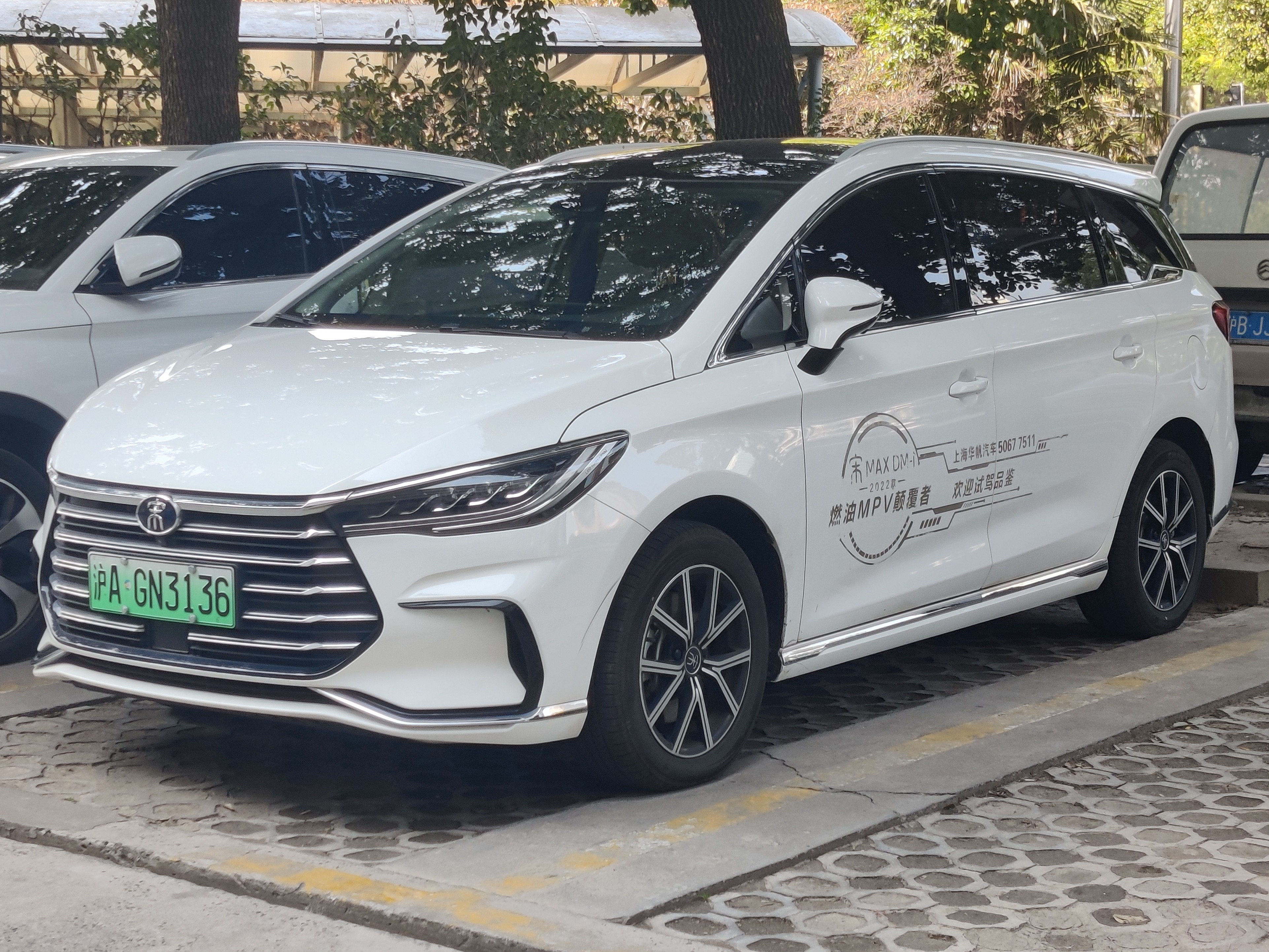
Visão frontal do BYD Song Max DM-i (2022)
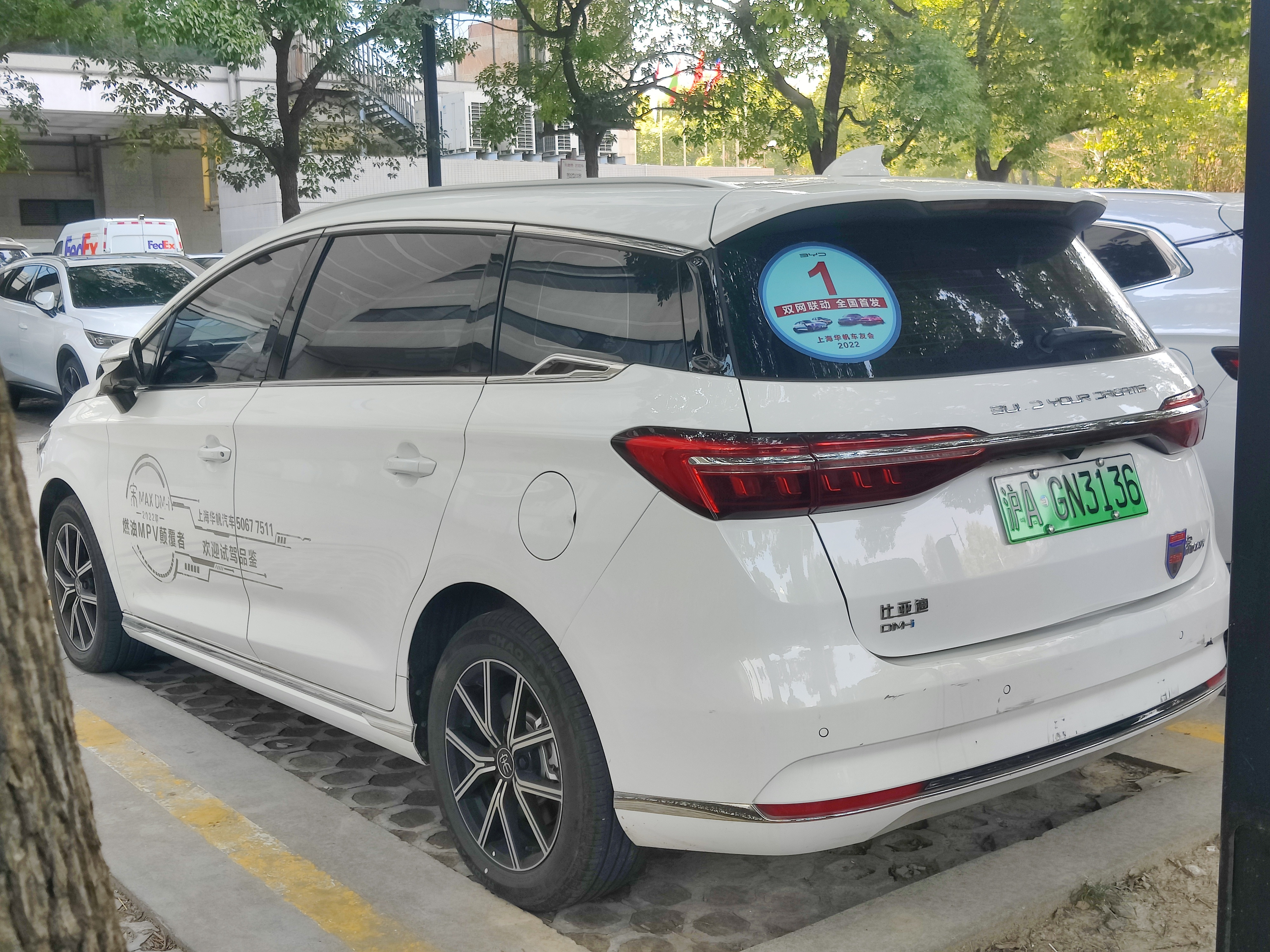
Visão traseira do BYD Song Max DM-i (2022)